# NGC 4957
NGC 4957 é uma galáxia elíptica (E3) localizada na direcção da constelação de Coma Berenices. Possui uma declinação de +27° 34' 10" e uma ascensão recta de 13 horas, 05 minutos e 12,5 segundos.
A galáxia NGC 4957 foi descoberta em 11 de Abril de 1785 por William Herschel.